# Howrse
Howrse ist ein Computerspiel der französischen Firma Owlient rund um Pferdehaltung und Pferdezucht. Technisch gehört das serverseitige Online-Browserspiel zu den Massively Multiplayer Online Games auf einer LAMP-Plattform. Das Spiel wurde bisher in über 20 Sprachen übersetzt. Die deutsche Version wurde im November 2007 veröffentlicht.

## Geschichte
Am 8. September 2005 gründeten Vincent Guth und Olivier Issaly, zwei angehende Informatiker aus Frankreich die Firma Owlient. Am selben Tag begannen sie, ihr Gemeinschaftsprojekt, in das sie schon mehr als ein Jahr Entwicklungszeit investiert hatten, ins Netz zu stellen: Equideow, die französische Version von Howrse. Später folgte zunächst die internationale Version Howrse. Am 28. November 2007 wurde die deutsche Version freigeschaltet. Nach einer Woche verfügte Howrse im deutschsprachigen Raum über mehr als 5000 Spieler, nach sechs Wochen waren 50.000 Spieler angemeldet.
Um nicht nur virtuelle Pferde zu pflegen, wurde im September 2008 von der Community die Patenschaft für zwei Pflegepferde auf Gut Aiderbichl übernommen. Bis Juni 2009 konnte Owlient durch die Spendenbereitschaft der Spieler den Tieren über 35.000 € zukommen lassen. Ebenfalls im September 2008 wuchs die Spielergemeinde auf 501.000 Spieler an.
In einer Weihnachtsaktion 2008 wurde erstmals in Howrse Sammelkarten verkauft, mit denen im Spiel Extras freigeschaltet werden konnten. Hierbei wurden das erste Mal reale Gegenstände zum Spiel verkauft. Am 9. Juni 2009 wurde eine weitere Kartenaktion gestartet. Aufgrund verschiedener Probleme beim Versenden der Karten fanden die folgenden Kartenaktionen nur noch mit digitalen Karten statt, die mit Pässen statt mit echtem Geld gezahlt wurden.
Ende 2009 wurde das erste Mal die Gewinnschwelle überschritten.
Im Juli 2011 wurde bekannt, dass Ubisoft die Firma Owlient (und damit deren Spiel Howrse) akquiriert hat, um ihr Portfolio im Bereich Free-to-play-Spiele zu erweitern.
Im Juli 2013 feierte Owlient 50 Millionen Spieler.
Im Laufe der Zeit wurde das Spiel von verschiedenen berühmten Reitern empfohlen, die entsprechend auf der Startseite dargestellt wurden. Ludger Beerbaum warb 2008 für die deutsche Version, seine Schwägerin Meredith Michaels-Beerbaum wurde 2009 Werbeträger der internationalen Howrseversion. Für die französische Version konnte Nicolas Touzaint gewonnen werden. Im Jahr 2014 wurde bekannt gegeben, dass Zara Phillips nicht nur als Werbeträger, sondern als Hilfscharakter der die Spieler durch das Tutorial begleitet, im Spiel auftauchen wird. Zara Phillips ist damit laut Presseberichten das erste Mitglied der königlichen Familie, das in einem Videospiel auftritt.

## Spielprinzip

### Howrse
Ziel des Spieles ist es, virtuelle Pferde zu pflegen, zu züchten und die Qualität der Tiere von Generation zu Generation weiterzuentwickeln.
Die gezüchteten Pferde können unter den Spielern gehandelt werden. Um die Pferde im Spiel unterbringen zu können, leiten die Spieler Reitzentren. Deren Bedarfsgüter wie Einstreu oder Futtermittel können zum Großteil von den Spielern selbst angebaut und gehandelt werden. Pferdehandel und weite Teile der Landwirtschaft des Reitzentrums funktionieren nach den Gesetzen von Angebot und Nachfrage.
Neben einer internen Spielwährung, die im Spielverlauf erarbeitet werden kann, gibt es sogenannte Pässe. Sie dienen im Spiel primär zum Erwerb sogenannter Schwarzmarktgegenstände, die den Züchtern mehr oder weniger deutliche Vorteile gewähren können. Diese können entweder mit echtem Geld erworben werden oder im Spiel erspielt.

### Howrse Quiz
Im März 2009 wurde als Ableger eine eigene Quizseite gestartet, in der es um Fragen rund um Pferde und den Reitsport ging. Die Seite war lose mit Howrse verbunden, sie behandelte zwar Fragen zu einem ähnlichen Themenbereich und Spieler konnten Pässe zwischen den beiden Seiten hin- und herschieben, ansonsten gab es keine Verbindung. Ziel des Spiels war es, in einem direkten Duell mit einem anderen Spieler, die meisten Fragen korrekt zu beantworten. Zudem konnten eigene kleine Miniquiz zu beliebigen Themen erstellt werden.
Inzwischen wurde diese Seite wieder eingestellt. Als dies geschah, gab es für die aktivsten Mitspieler kleine Belohnungen für ihren Howrseaccount.

### Howrse Cup
Im Juli 2012 wurde der Start eines weiteren Ablegers, des sogenannten Howrse Cup, bekannt gegeben. Hierbei handelte es sich um ein neues Spiel der Firma Owlient, welches stark auf Howrse basierte, aber durchaus Unterschiede aufwies. Inzwischen ist das Spiel beendet worden. Im Gegensatz zu Howrse wurde die Spielewelt von vornherein auf sieben Monate begrenzt, es gab demnach am Ende des Spieles einen klaren Sieger. Auch wurde hier nicht alleine gezüchtet, sondern im Team. Andere Teams konnten direkt herausfordert werden.
Besonders war zudem, dass insgesamt sechs Communitys auf einem Server spielten, während bei Howrse für jede Community ein eigener Server vorgesehen ist. Auf diese Weise konnten deutsche, französische, polnische, tschechische und russische Spieler direkt gegeneinander antreten. Die Teilnehmer des Spiels erhielten am Ende des Cups verschiedene Belohnungen, die sie auf ihrem Howrseaccount einlösen konnten, je nach Platz in der Meisterschaft.
Inzwischen ist auf der Seite des Howrse Cups nur noch eine Liste mit den siegreichen Teams einsehbar.

### Inside Howrse
Ab dem 22. August 2013 hatte Howrse einen Blog namens Inside Howrse. Dieser wurde inzwischen wieder eingestellt. Im Blog wurde gezeigt, was bei Howrse hinter den Kulissen stattfindet. So wurde beispielsweise darüber geschrieben, warum einige Änderungen im Spiel durchgeführt wurden oder wie Aktionen für das Spiel entstehen. Geschrieben wurden die Texte nur auf Englisch, damit der Blog von den meisten Howrseusern aller Versionen verstanden werden konnte.

## Community
International gibt es laut Angaben von Owlient zurzeit mehr als 55 Millionen Spieleraccounts, in der deutschen Version sind es etwa 70.000 (Stand: 30. September 2018) Spieleraccounts.
In der deutschen Version stellte sich im Jahr 2009 folgende Altersstruktur dar:
- Spieler unter 10 Jahren: 7 %
- Spieler zwischen 10 und 15 Jahren: 55 % mit einem Peak bei den 13-Jährigen
- Spieler zwischen 15 und 20 Jahren: 20 %
- Spieler zwischen 20 und 30 Jahren: 11 %
- Spieler über 30 Jahren: 7 %

Gut 90 % der Spieler sind weiblich, 82 % stammen aus Deutschland, 8 % aus Österreich und 5 % aus der Schweiz.

## Rezeption
Aufgrund der eher jüngeren Zielgruppe (pferdebegeisterte Mädchen) wird das Spiel des Öfteren wegen der käuflichen Inhalte kritisiert. Die Verbraucherzentrale Nordrhein-Westfalen veröffentlichte im Oktober 2010 eine Warnung vor Gratisspielen mit käuflichen Zusatzinhalten und bezeichnete diese im Titel als "Perfide Abzocke mit kindlichem Spieltrieb". Howrse wurde hierbei als eines der Beispiele genannt. Besonders kritisiert wurde hierbei die Bewerbung des Spiels durch Prominente wie Ludger Beerbaum und die Darstellung, dass das Spiel größtenteils kostenlos und wegen seiner Einfachheit auch für jüngere Spieler bedenkenlos geeignet sei, obwohl kostenpflichtige Inhalte existieren. Es wird zudem gemutmaßt, dass der existierende Hinweis, dass Spieler für den Kauf der kostenpflichtigen Inhalte die Erlaubnis ihrer Eltern brauchen oft ignorieren würde. Auch wird kritisiert, dass das Spiel Spieler zum Anwerben neuer Spieler durch Belohnungen anregt. Im Fernsehmagazin Frontal21 wurde am 11. Dezember 2012 Kritik über die Finanzierung der sogenannten „Pässe“ laut. Die Möglichkeit zum Kauf von Pässen über Mehrwertdienstnummern würde die Unbedachtsamkeit der meist sehr jungen Spieler ausnutzen. Im konkreten Fall soll ein Mädchen dem Bericht nach 267x eine entsprechende Nummer gewählt haben. Weitere Kritik kam 2014 von Spiegel Online. Hier wurde Howrse als Beispiel für Spiele genannt, die Spieler durch Ereignisse im Spielablauf zum Kaufen von kostenpflichtigen Inhalten anregen, wie das Wiederbeleben von gestorbenen Pferden.

### Auszeichnungen
Im Februar 2009 wurde Howrse mit dem Preis Browsergame of the Year für das Jahr 2008 in der Kategorie „Beste Wirtschaftssimulation“ ausgezeichnet und errang im selben Wettbewerb zusätzlich den Publikumspreis.
Im März 2011 wurde Howrse erneut zum Browsergame of the Year gewählt, dieses Mal in der Kategorie „Community Relations“.